# نايجل تومسون
نايجل تومسون (بالإنجليزية: Nigel Thomson)‏ هو رسام أسترالي، ولد في 1945، وتوفي في 1999.